# Laal Singh Chaddha
Laal Singh Chaddha è un film indiano del 2022 diretto da Advait Chandan, scritto da Atul Kulkarni e co-prodotto da Paramount Pictures, Aamir Khan Productions e Viacom18. 
È un remake del film hollywoodiano del 1994 Forrest Gump, con il quale condivide una spiccata aderenza al romanzo originale, alcune citazioni (tra cui l'iconica "Corri Forrest/Laal, corri!") e l'intreccio tra la vicenda del protagonista e numerosi eventi, fatti e personaggi storici reali dei rispettivi Paesi.
Il protagonista è interpretato da Aamir Khan.

## Trama
"La mia mamma diceva che la vita è come i golgappa: anche se la pancia è piena, il cuore ne vuole ancora" dice Laal Singh Chaddha alla sconosciuta seduta davanti a lui in treno mentre le offre uno dei pasticcini salati che porta con sé in una scatola. 
L'uomo inizia così a raccontarle la propria vita: nacque nel 1971 nella campagna del Punjab nei dintorni di Karoli, figlio unico di una madre single relativamente benestante, proprietaria di una fattoria e di religione Sikh. Gli fu diagnosticato un quoziente intellettivo al limite tra normale e deficitario, inoltre da bambino dovette indossare delle protesi per poter camminare. 
Fu inizialmente rifiutato dalla scuola cattolica locale poiché poco brillante, ma la madre, determinata a dagli una vita normale e a farlo sentire uguale agli altri, convinse il prete ad ammetterlo in cambio del proprio lavoro di domestica presso la canonica. A scuola Laal strinse subito amicizia con Rupa d'Souza, e i due divennero inseparabili "come patate e cavolfiori". Laal amò Rupa fin dal primo momento e in seguito le chiese più volte di sposarlo, senza successo. Il padre di Rupa era violento con la madre: quando la uccise e fu arrestato, la bambina fu accolta dalla nonna, la quale tornò così sui propri passi dopo aver ripudiato la figlia per essersi sposata con un uomo cristiano. La nonna di Rupa altri non era che la domestica di casa Chaddha, e così i due bambini finirono per vivere sotto lo stesso tetto. 
Laal era vittima di bullismo a scuola. Un giorno, fuggendo da alcuni ragazzini che lo inseguivano in bicicletta, le sue protesi si ruppero ed egli scoprì non solo di poter ormai camminare senza di esse, ma di essere anche un eccellente corridore.
Nel 1984 vi furono disordini sociali e persecuzioni nei confronti dei Sikh: i Chaddha si trasferirono quindi prima presso una zia ad Amritsar, importante epicentro del Sikhismo, poi a Delhi. Qui Laal, frequentando ragazzi più grandi insieme al cugino, incontrò un giovane "dai modi squisiti" al quale insegnò il suo passo di danza preferito: in seguito il ragazzo divenne un attore famoso e la posa a braccia aperte di Laal divenne un suo tratto iconico. Gli svariati passeggeri del treno che stanno ora ascoltando la storia trasecolano quando si rendono conto che l'uomo si riferisce a nientemeno che Shahrukh Khan.
Quando le persecuzioni contro i Sikh si fecero più violente, la madre di Laal per salvarlo gli sciolse il turbante e gli tagliò i capelli, lunghissimi come vuole la tradizione Sikh. 
Quando Laal e Rupa crebbero andarono a studiare al college a Delhi, mentre la madre di Laal tornò alla propria casa. A Delhi nel 1990 i due assistettero alla marcia del movimento religioso e politico di stampo nazionalista noto come Ram Rath Yatra. Ogni volta che la madre vedeva alla televisione notizie sulle sommosse a Delhi, per tenere al sicuro Laal gli raccomandava di restare in camera per una settimana con la scusa di un'epidemia di malaria. Lo studio era piuttosto difficile per Laal, ma il giovane riuscì a laurearsi grazie anche al proprio talento nella corsa, che lo portò a distinguersi in competizioni studentesche di portata sempre più ampia. 
Dopo il college Laal si arruolò nell'esercito come il nonno, il bisnonno e il trisnonno prima di lui, nessuno dei quali aveva mai fatto ritorno a casa. Nell'esercito conobbe Balraju "Bala" Bodi, che divenne il suo migliore amico e condivise con lui il suo sogno di avviare una fabbrica di abbigliamento intimo maschile. La bellissima Rupa nel frattempo si trasferì a Mumbai per cercare la fama come attrice e modella.
Laal e Bala furono parte di un plotone d'assalto destinato a riconquistare un bunker occupato dall'esercito pakistano durante la guerra del Kargil. La missione si rivelò fallimentare a causa del numero inaspettatamente elevato di soldati nemici, e durante la frettolosa ritirata Laal si rese conto che l'amico Bala era rimasto indietro, ferito. Tornò coraggiosamente sul campo per trarlo in salvo, ma si imbatté ripetutamente in altri feriti bisognosi di soccorso. Per cinque volte si espose al rischio del fuoco incrociato per recuperare un ferito e trasportarlo a spalle al sicuro: tra i cinque uomini cui salvò la vita c'era il comandante pakistano, che Laal non riconobbe come nemico. Quando infine riuscì a trovare Bala, poté solo accompagnarlo amorevolmente alla morte.
Laal fu insignito dell'onorificenza militare Vir Chakra dal presidente dell'India per il valore dimostrato salvando cinque commilitoni (il comandante pakistano, Muhammad Paji, aveva infatti fornito generalità false per poi fuggire dall'ospedale non appena ristabilito, pur avendo perso entrambe le gambe). Lievemente ferito a sua volta, militò per qualche tempo nella squadra di atletica dell'esercito prima di congedarsi definitivamente. 
A Delhi per una gara di corsa, Laal ritrovò Rupa, che negli anni trascorsi dai tempi del college non aveva mai risposto alle sue lettere. La ragazza aveva infatti finito per diventare l'amante di Abbas, un losco malavitoso che la maltrattava e la umiliava, tenendola legata a sé con piccoli ruoli da ballerina di fila e promesse di un futuro successo. Vedendo Abbas schiaffeggiare Rupa, Laal si precipitò a difenderla picchiandolo a sua volta, ma Rupa, ancora accecata di sogni di successo e da un'immagine di sé legata alla violenza domestica assistita, difese Abbas e mandò via Laal, dopo una lunga passeggiata in cui lo ringraziò per la sua presenza, ma affermò che non sarebbero mai stati altro che amici e che per loro non ci sarebbe stato alcun futuro. 
A Delhi Laal incontrò anche Muhammad Paji, che viveva una misera esistenza di povertà, alcolismo, rancore e senso di fallimento. Colpito dalla gentilezza e dalla purezza d'animo di Laal, si pentì della sua passata adesione a un'ideologia fanatica e i due divennero amici e soci.
Laal tornò a casa e fondò la fabbrica di abbigliamento intimo maschile progettata da Bala, svolgendo il lavoro di cucito con Muhammad nel ruolo di responsabile del marketing. Inizialmente il prodotto non vendette, ma la situazione si ribaltò quando Muhammad ebbe l'intuizione di sostituire nel marchio il nome di Bala con uno femminile: ovviamente, Rupa. 
Tra i numerosi viaggiatori del treno che si sono nel frattempo radunati intorno a lui per ascoltare la sua storia scoppia l'ilarità: non possono credere che l'uomo semplice, ingenuo e dimesso che hanno davanti sia il proprietario dell'ormai noto grande marchio di abbigliamento intimo Rupa Corporation. Laal lo dimostra facendo vedere una copertina di Forbes India di alcuni anni prima che ritrae lui e Muhammad come imprenditori modello. Se non vive nel lusso è perché ha devoluto metà degli utili dell'azienda alla vedova di Bala, e ha affidato l'altra metà a Muhammad, il quale fece fortuna presso la borsa di Mumbai (che Laal crede essere un'enorme stalla per via delle statue di tori che decorano l'ingresso), e in seguito decise di tornare in Pakistan e usare le sue ricchezze per fondare una scuola dove dare ai bambini e ai ragazzi un'alternativa pacifista all'istruzione religiosa, che a volte si traduce in indottrinamento al fanatismo e alla militanza. 
Quando la madre di Laal venne a mancare, egli lasciò la gestione dell'azienda per occuparsi della fattoria di famiglia. Nel frattempo Rupa, perse le speranze di diventare famosa ed esasperata dalle angherie di Abbas, stava per togliersi la vita a Mumbai, ma si ricordò dell'amore di Laal e del suo invito a tornare a casa. Un giorno, quindi Rupa tornò da Laal. Inizialmente svuotata e depressa, recuperò la gioia di vivere grazie alle sue cure amorevoli. Quando Laal le chiese per l’ennesima volta di sposarlo, lei rifiutò sostenendo di essere troppo inaffidabile per lui, ma poi gli confessò di amarlo e i due fecero l’amore. Nel corso della notte stessa la polizia venne ad arrestarla in quanto sospetta complice di alcuni crimini commessi da Abbas, ma lei decise di collaborare con la giustizia, portando alla condanna del malavitoso a numerosi ergastoli e scontando per se stessa una pena breve. 
Laal, che non si era svegliato all’arrivo della polizia, si trovò ancora una volta solo e, preso da uno slancio che non sa definire, cominciò a correre. Corse per tutta l’India per 4 anni, attirando l’attenzione dei media e la compagnia di numerosi altri corridori che vedevano in lui un misterioso messaggio di speranza e resilienza. Infine si stancò e tornò nuovamente a casa, dove dopo tanti anni riprese ad indossare il turbante simbolo dell’identità Sikh. 
Appena tornato, però, venne informato che durante la sua assenza Rupa gli aveva scritto e telefonato molte volte, invitandolo a raggiungerla a Chandigargh: è per andare lì che ora sta viaggiando sul treno, è arrivato a destinazione e la storia torna al presente.
Rupa lo accoglie con gioia. Non è sola: è diventata mamma di Aman, sveglio e intelligente, e rivela a un incredulo Laal che il padre è proprio lui. Gli rivela però anche di essere malata, e stavolta è lei a chiedere a lui di sposarla, facendolo sciogliere in lacrime.
I due si sposano e vivono felici per un anno, poi Rupa muore. Il film si conclude con Laal che accompagna il figlio al suo primo giorno di scuola, nello stesso posto, con la stessa uniforme e con le stesse parole di incoraggiamento di quando all’inizio del film era lui a iniziare la scuola accompagnato dalla madre. 

## Produzione
La gestazione del film è durata circa due decenni, ed è culminata con due anni di riprese in più di 100 località diverse dell'India, rese difficoltose dalla pandemia, dalle restrizioni di sicurezza ad essa legate e da svariati infortuni e problemi di salute sofferti da Khan a causa degli elevati stress fisici cui si è sottoposto per girare le scene di azione e di corsa. 

## Accoglienza
Il film è stato dichiarato un flop in patria, mentre ha avuto un buon successo all'estero.
Le ragioni di ciò sono da ricondursi soprattutto al boicottaggio invocato dai nazionalisti di religione Indù per via della sotto-trama che vede il protagonista soccorrere in battaglia un nemico pakistano e stringere un legame con lui.
Il film ha vinto uno Zee Cine Award per la miglior cinematografia, oltre a ricevere numerose nomination ai Filmfare Awards.